# يان جويس
يان جويس (بالإنجليزية: Ian Joyce)‏ (12 يوليو 1985 في الولايات المتحدة - ) هو لاعب كرة قدم أمريكي في مركز حراسة المرمى. لعب مع كولورادو رابيدز ونادي واتفورد ونادي ساوثيند يونايتد وHarlow Town F.C. ‏ وغرايز أتلاتيك ‏.

## وصلات خارجية
- يان جويس على موقع الدوري الأمريكي (الإنجليزية)
- يان جويس على موقع قاعدة بيانات كرة القدم.إي يو (الإنجليزية)
- يان جويس على موقع Soccerbase.com (لاعب) (الإنجليزية)